# Carl-Erik Høy
Carl-Erik Høy, (15. februar 1947 – 8. februar 2003), var en dansk civilingeniør og Ph.d.
Carl-Erik Høy blev kandidat i 1972 og Ph.d. fra 1978 fra DTU. Han skrev sin Ph.d. afhandling “Deposition of positional isomeric fatty acids in biological membranes” under vejledning af professor Gunhild Hølmer, Biokemi og Ernæring, DTU. Efter dette blev han ansat på Biokemi og Ernæring først som adjunkt/lektor og blev i 1990 docent. Fra 2000 blev han ansat som professor, men desværre kom perioden, som professor, til at vare meget kort idet han fik diagnosticeret en hurtig udviklende sclerose, som han senere døde af. 
Høys forskning dækkede områder som metabolisme af poly-umættede fedtsyrer, vitamin E og peroxidation, alle emner der både er interessante for de sundhedsmæssige aspekter og for industrien. 
Sammen med sin forskningsgruppe havde han i lang tid arbejdet med betydningen af triacylglycerols struktur for absorption og metabolisme af fedtstoffer. Hans bidrag til dette område var meget imponerende og førte til en række samarbejder med andre grupper og en lang række publikationer. 
Et stort tværvidenskabelig projekt der omhandler strukturerede fedtstoffer blev bl.a. på hans initiativ samlet under Lipotech centeret. En række unikke resultater og metoder er i de seneste år udgået fra dette center.